# 青邱圖
青邱圖（청구도）又稱青邱線表圖（청구선표도），是朝鮮王朝地理學家、地圖學家金正浩繪製的韓半島地圖，製成於1834年。它為金正浩後續作品《大東輿地圖》打下了重要基礎。現為大韓民國第1594號國寶。

## 內容
地圖橫長462厘米，縱寬870厘米，比例尺1:216,000，分為上下兩卷。
- 第一卷：青邱圖題、青邱圖凡例、本朝八道州縣圖總目、都城全圖、諸州縣圖、東方諸國圖、四郡三韓圖、三國前圖、新羅州縣總圖、高麗五道兩界州縣總圖、本朝八道盛京合圖、軍國總目表
- 第二卷：本朝八道州縣圖總目、都城全圖、諸州縣圖、青邱圖凡例

其中每地區分別介紹其水系、地形、城郭、軍防、寺廟、土產、風俗等。